# Anthotroche myoporoides
Anthotroche myoporoides är en potatisväxtart som beskrevs av Charles Austin Gardner. Anthotroche myoporoides ingår i släktet Anthotroche och familjen potatisväxter. Inga underarter finns listade i Catalogue of Life.